# Vineyard Sound
Vineyard Sound es un entrante del océano Atlántico en la costa Este de los Estados Unidos, en el estado de  Massachusetts. Es el estrecho marino que separa las islas Elizabeth de la isla de Martha's Vineyard, al sur de la península de Cabo Cod. Conecta al noreste con el Nantucket Sound y al suroeste con el Rhode Island Sound. 